# Maria-ten-Oeverenkapel

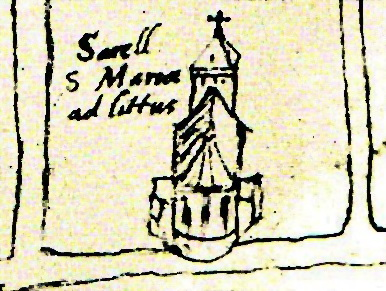
Maria-ten-Oeverenkapel

De Maria-ten-Oeverenkapel (ook: Sancta Maria ad Littus, Sancta Maria minor of Sinte Marien Luttelre) was een van de dertien middeleeuwse kerspel- of wijkkapellen van Maastricht. De kapel was gelegen op de hoek van de Bokstraat (de tegenwoordige Kesselskade) en de Mariastraat, op de plek waar thans de Augustijnenkerk staat.

## Geschiedenis
De kapel werd voor het eerst schriftelijk vermeld in 1281, maar de toevoeging ad Littus ("ten Oeveren") is van later datum. De kapel heeft nooit direct aan de Maasoever gestaan, en of het een schipperskapel is geweest is op zijn minst twijfelachtig. Het door de Maastrichtse amateurhistoricus Martinus van Heylerhoff gelegde verband met de Sterre der Zee is ongefundeerd. Mogelijk is "ten Oeveren" een verkeerde vertaling of verbastering van "luttelre" (klein). De aanduiding Sancta Maria minor ("kleine Maria") gaf het onderscheid aan met Sancta Maria maior ("grote Maria"), het kapittel van Onze-Lieve-Vrouwe, waaraan de kerspelkapel onderhorig was. Anders dan de naam doet vermoeden, was de kapel gewijd aan Sint-Hubertus, hoewel ook Maria de nodige aandacht zal hebben gehad. In de kapel was een broederschap van Sint-Hubertus gevestigd.
Vanaf het begin van de 16e eeuw kregen de Maastrichtse augustijnen de beschikking over de Maria-ten-Oeverenkapel, die schuin tegenover hun eigen klooster aan de Bokstraat was gelegen. Op 3 november 1566, de feestdag van Sint-Hubertus, werd de kapel zwaar beschadigd tijdens de Beeldenstorm. In 1590 kreeg de kluizenarij naast de kapel nog een nieuwe bewoonster en vanaf 1592 gaven de jezuïeten in de kapel Franstalige catechismuslessen. In 1609 begon op de plek van de afgebroken kluizenarij de bouw van een nieuw Augustijnenklooster, die zich enkele tientallen jaren voortsleepte. In 1659 werd de kapel alsnog afgebroken. Hier verrees in 1661 de nieuwe Augustijnenkerk.

## Nalatenschap
Van de Maria-ten-Oeverenkapel zijn geen zichtbare overblijfselen over. In 1920, bij de restauratie en herinrichting van de Augustijnenkerk ten behoeve van de Sint-Jozefparochie, werden de fundamenten van de kapel binnen de kerkmuren opgegraven.
De Mariastraat verwijst naar de verdwenen kapel. Naast het straatnaambordje aan de kant van de Muntstraat is een Mariabeeldje in een nis ingemetseld. Een reliëfvoorstelling boven de ingang van de Augustijnenkerk verwijst niet alleen naar Sint-Augustinus, maar ook naar de twee namen die verbonden waren met de kerspelkapel, Maria en Sint-Hubertus.

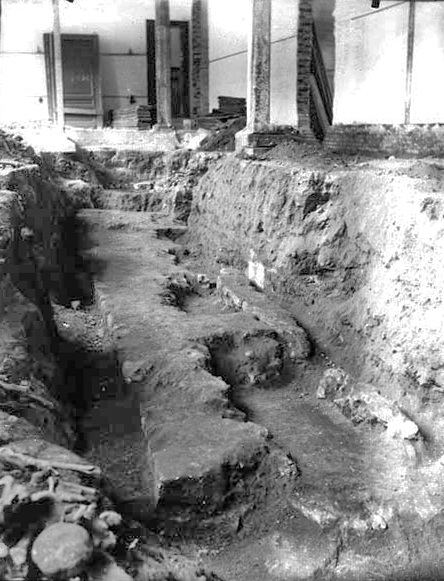
Opgraving Maria-ten-Oeverenkapel, 1920
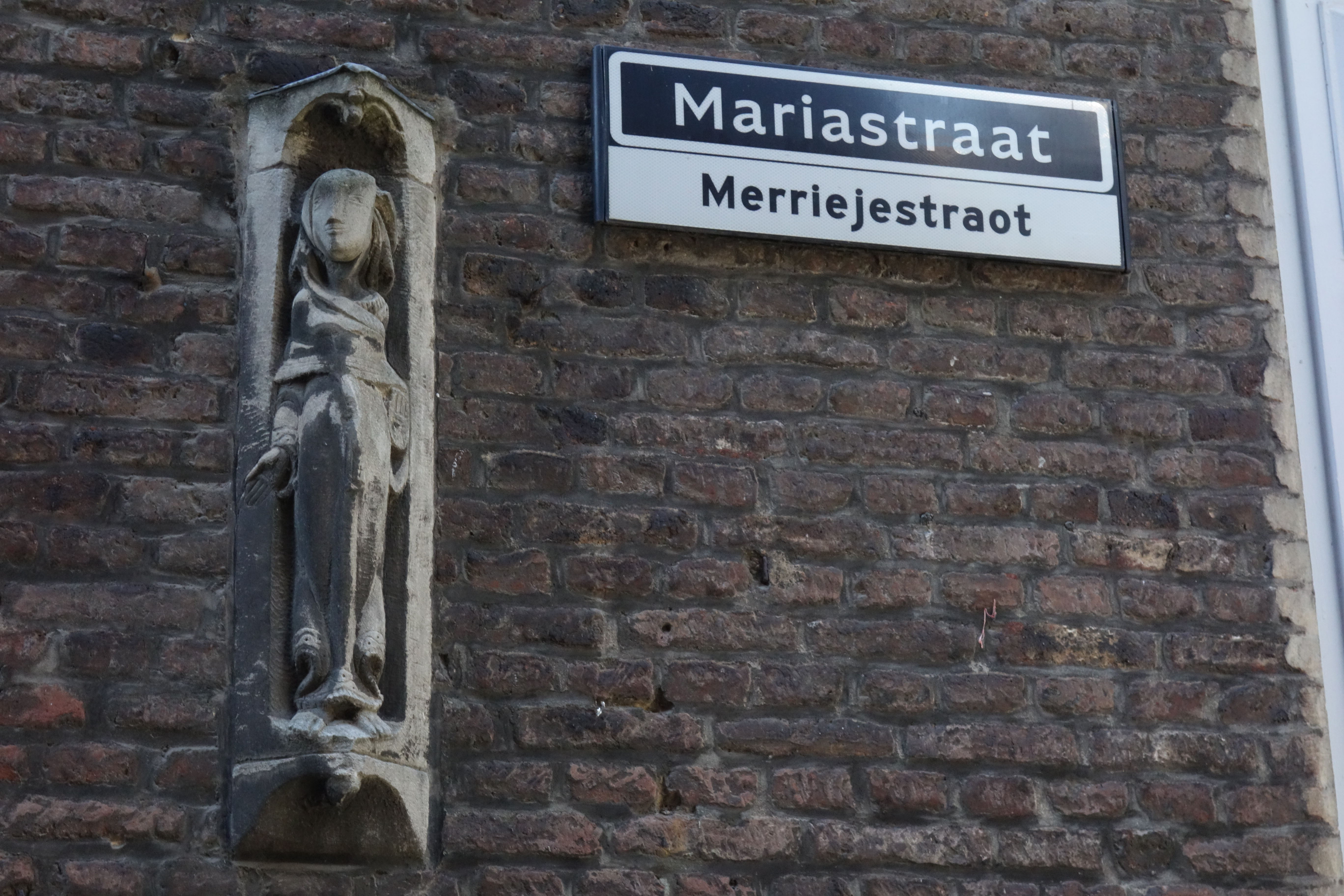
Mariabeeldje in een nis in de Mariatraat
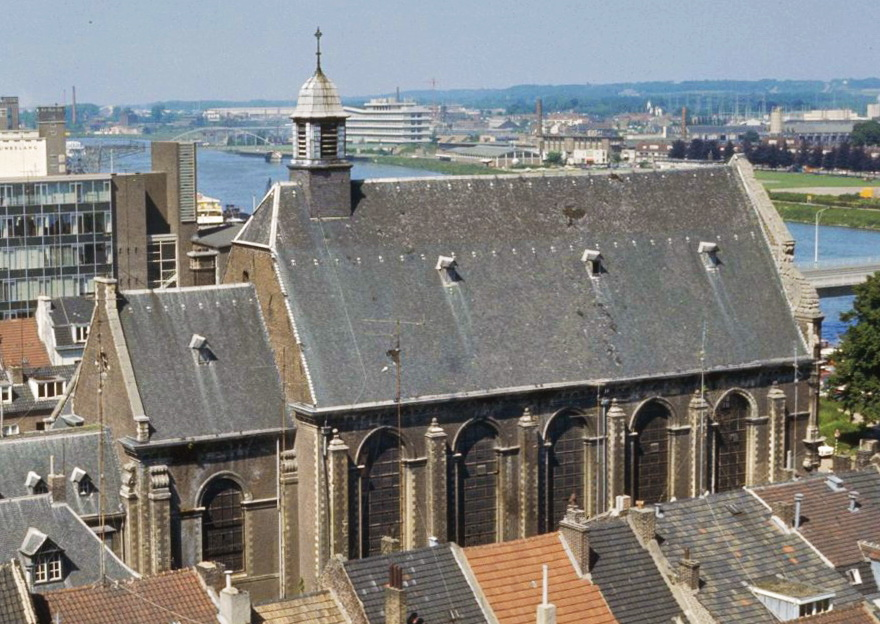
Augustijnenkerk, op de plek van de kerspelkapel
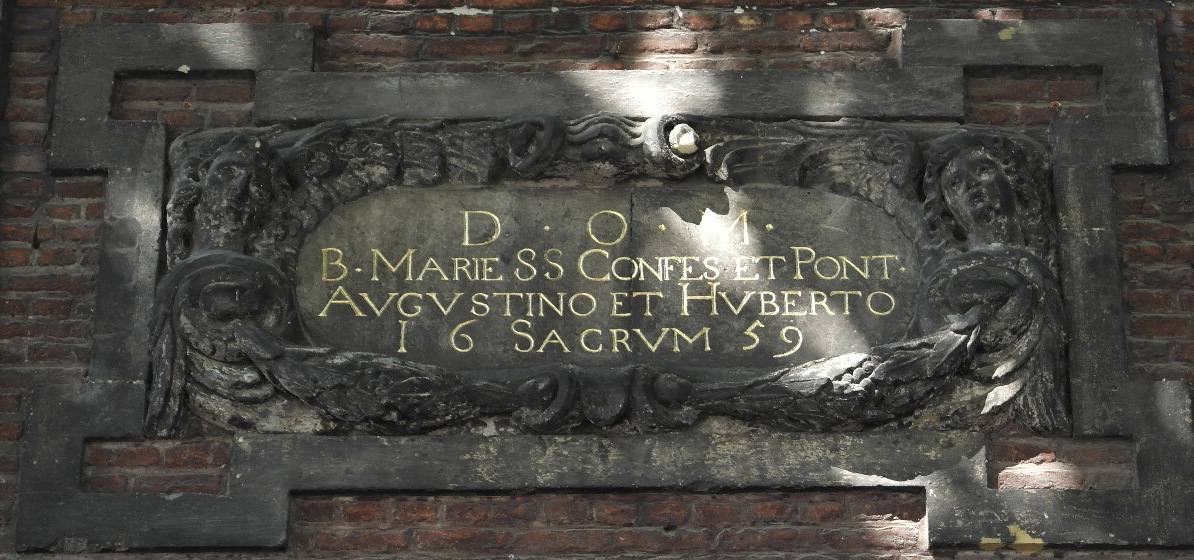
Reliëf Augustijnenkerk

* betekent: niet langer in gebruik voor religieuze doeleinden; ** betekent: (deels) gesloopt, verdwenen